# 神功开宝
神功开宝（日语：神功開寳、じんぐうかいほう／じんこうかいほう）是日本在765年（天平神护元年）铸造的一种钱币，是“皇朝十二钱”之一。

## 概要
神功开宝直径二十四至二十五毫米，重三至四克，呈外圆内方形，青铜制。正面刻有“神功开宝”四字，背面无纹样。

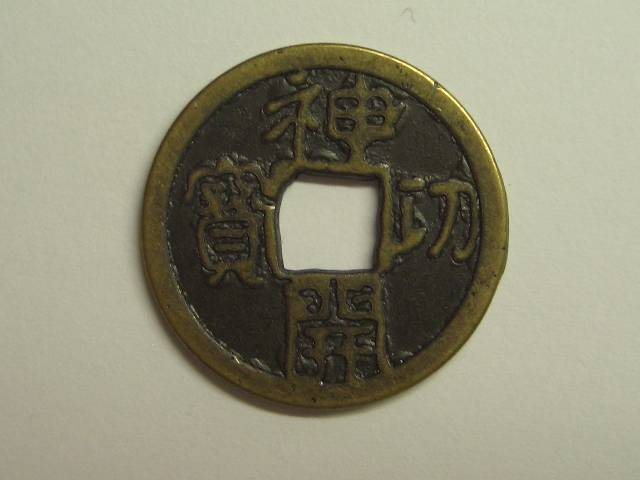
神功开宝（复制品）

765年发行，与万年通宝等值流通。779年（宝龟十年）开始，和同开珎、万年通宝、神功开宝三者等值流通。796年（延历十五年），“隆平永宝”发行，和同开珎、万年通宝以及神功开宝停止使用。